# Обадович, Дьюла
Йожеф Дьюла Обадович (венг. Obádovics József Gyula; род. 3 марта 1927, Байя) — венгерский математик и почётный профессор. Известен своим учебником математики.

## Биография
Обадович родился в семье из южнославянской группы буневцов, венгерский язык выучил только в детском саду. Одна из целей его общественной деятельности — регистрация буневцов как независимого национального меньшинства в Венгрии.
Первым крупным этапом его карьеры была должность министерского клерка в образовательном отделе Министерства транспорта и почтовых дел с 1949 по 1951 года. Позже он был адъюнктом на математическом факультете Колледжа технической подготовки учителей в 1951 и 1952 годах. Работал на математическом факультете Технического университета тяжелой промышленности в Мишкольце восемнадцать лет в качестве адъюнкта, позже доцентом. Был директором Института компьютерных исследований Министерства труда с 1970 по 1981 года, а позже работал заведующим кафедрой, профессором и директором Института математики и компьютерных исследований на факультете сельскохозяйственного машиностроения Сельскохозяйственного университета Гёдёллё до 1988 года. Стал преподавателем на факультете математики и статистики Университета прикладных наук имени Яноша Кодолани в Секешфехерваре в 2002 году. Имеет докторскую степень по математике.
Обадович опубликовал более пятидесяти научных статей и университетских заметок.

## Личная жизнь
Его хобби — садоводство, рыбалка, а также написание стихов и рассказов. Художественные произведения писал под псевдонимом Шимон Шаман (Sámán Simon, девичья фамилия матери), а эротические романы после выхода на пенсию — под псевдонимом Юлиус Й. Коуч (Julius J. Coach). До 1948 года занимался легкой атлетикой и гимнастикой, а в 2024 году, в возрасте 97 лет, стал чемпионом страны в беге на 100 метров в своей возрастной группе. 
Три его дочери также занимаются математикой. Одна из его внучек, Мерцедес Эршек-Обадович, — актриса.

## Награды
Памятная медаль Яноша Ноймана, премия MTESZ, серебряные и золотые звания Трудового ордена, золотое кольцо выпускников, памятная медаль факультета машиностроения Технического университета тяжелой промышленности, памятная медаль юбилейного факультета, рыцарский крест ордена «За заслуги перед Венгерской Республикой» на уровне «lovagkereszt», а в 2018 году на уровне «középkeresztje».

## Работы
- Математика (1-е издание 1958 г., 18-е издание 2005 г., Карманный учебник по элементарной математике (с практическими приложениями, 1962 г., два издания)[1]
- Численные методы и программирование (университетский учебник с наградой за качество, 1975 г., два издания)
- Продвинутая математика (соавтор, 1999 г., три издания)
- Линейная алгебра с примерами (2001 г.)
- Теория вероятностей и математическая статистика (2001 г., шесть изданий)
- Матрицы и системы дифференциальных уравнений (2005 г.)